# Паяри, Ааро
Ааро Паяри (фин. Paavo Olavi Pajari) (17 июля 1897 – 14 октября 1949) финский военный деятель в звании Генерал-майор в армии Финляндии. Принимал активное участие во Второй Мировой войне, дважды кавалер ордена Креста Свободы Маннергейма, один из четверых дважды награждённых из 191 награжденных за всю Вторую Мировую войну.
Наибольшую популярность получил среди финского населения после сражения в районе озера Толвиярви, когда финская армия смогла разгромить советскую Красную армию, в пять раз превосходящую по численности финское сопротивление. Являлся символом сопротивления небольшими партизанскими отрядами.

## Биография

### Личная жизнь
Ааро Паяри родился 17 июля 1897 года в муниципалитете Асиккала, в 25 км от города Лахти в Великом княжестве Финляндском входящем в Российскую Империю, в семье Олави Паяри и Марии Хелены Паяри (в девичестве Лаатунен). 
В 1916 году окончил среднюю школу в городе Лахти.
В 1928 году Ааро Паяри женился на Кайе Бьёрклунд (фин. Kaija Björklund]).
Умер 14 сентября 1949 года в возрасте 52 лет во время командировки в город Коккола Остроботния от сердечного приступа. Похоронен в Тампере.

### Персонаж, как национальный  символ
По результатам боев в районе озера Толваярви, Карл Маннергейм дал свою оценку проявленной храбрости Ааро:
"подполковник Паяри — талантливый офицер, обладает наступательным духом и тактическим видением". По результатам этих боев, в течение 10 дней, потери в полку Аарона Паяри составили 100 человек убитыми, а со стороны Красной армии - 1000 человек убитыми. Отсюда появился миф о том, что "один финский солдат стоит 10 советских", который до сих пор цитируется в литературе и кинематографе. 
Многие храбрые солдаты стали называть себя "сыновьями Паяри".
Создана Ассоциация наследия "парней Паяри" 

## Военная карьера

### Гражданская война в Финляндии (1918)
Летом 1917 года Ааро Паяри вступил во вновь образованные в стране Охранные отряды Финляндии  (шюцкор), которые с сентября того же года разделились по политическим предпочтениям и он присоединился к финской белой гвардии, борющейся за независимость Финляндии от России. В феврале 1918 года в Финляндии была объявлена всеобщая воинскская оязанность и все Охранные отряды Финляндии (шюцкор) вошли в состав законных войск Правительства Финляндии. Те, кто поддерживал социалистические идеи красных, оказались вне закона Финляндии. Ааро Паяри принял участие в финской гражданской войне командиром роты шюцкора и воевал до мая 1918 года.

### Интервенция в СССР (1918-1920)
С мая 1918 года принял участие в Олонецкой экспедиции (фин. Aunus expedition) в Восточную Карелию в качестве добровольца в составе полка майора Пааво Талвела. В сентябре 1919 вернулся в Финляндию.
Был ранен в боях в районе города Оулу.

### Между сражениями
До 1926 года занимал должность командира роты.
С 1926 по 1936 год состоял в Национальной гвардии, был начальником округа Северной Карелии и Хайме.
Прошел двухгодичное обучение командующих в Академии Национальной гвардии и Боевой Академии Вооруженных сил.

### Вторая Мировая война (1939-1945)
- - Зимняя война (1939-1940)

Ааро Паяри с самого начала (30.11.1939) принял участие в Зимней войне при вторжении советских войск в Финляндскую республику в звании подполковника, командира (бессменного) 16-го пехотного полка (фин. JR-16), сформированного в октябре 1939 года под Тампере, входящего в "группу Талвела", под командованием Пааво Талвела. 
С 8 по 12 декабря 1939 года его полк сражался в Северном Приладожье, Кивисалми, со 139-й стрелковой дивизией Красной Армии, под командованием Николая Беляева в районе озера Толвоярви. К 22 декабря 1939 года вся 139-я дивизия была уничтожена при отступлении, в районе озера Ягляярви. Ааро Паяри продолжал воевать до окончания этой войны в районе реки Айттойоки.
- - Война-продолжение (1941-1944)

Ааро Паяри принимал участие в наступлении финской армии (25.06.1941) на территорию СССР в районе Карельского перешейка, в качестве генерал-майора, командующим 18-й дивизией. За успешное наступление был награжден Крестом Маннергейма (14.09.1941). Весной 1942 года принимал участие в боях за остров Гогланд (фин. Suursaari) в Финском заливе. 21 октября 1943 года назначен командующим 3-й дивизией для сдерживания наступающей Красной армии
- - Лапландская война (1944 - 1945)

Принимал участие в боевых действиях против нацистской армии с сентября 1944 года по январь 1945 года, преследуя отступающие нацистские войска. За битву при городе Торнио представлен ко второму Кресту Свободы Маннергейма 2 степени. По окончании Второй Мировой войны, был освобождён от судебного преследования за сотрудничество с нацистским режимом Германии по состоянию здоровья.

## Награды, звания, признание
- 18 декабря 1939 присвоено звание полковника за сражение Битва при Толваярви
- 10 марта 1941 года присвоено звание генерал-майора
- 14 сентября 1941 года награжден Крестом Свободы Маннергейма 2 степени с выплатой денежного вознаграждения в размере 50 тыс.финских марок (годовой оклад лейтенанта). [4]
- 16 октября 1944 года награжден повторно Крестом Свободы Маннергейма 2 степени с выплатой денежного вознаграждения.
- 6 марта 1977 года в Асиккале установлен мемориальный камень Ааро Паяри, выполненный Унто Ойоненом.